# Oristano
Oristano (sardinsky: Aristànis) je italská obec (comune) v provincii Oristano v regionu Sardinie. Nachází se ve výšce 9 metrů nad mořem a má přibližně 30 tisíc obyvatel. Rozloha obce je 84,57 km².

## Historie
Oristano získalo význam v roce 1070, kdy z něj v důsledku častých útoků Saracénů arcibiskup Torcotorio učinil sídlo biskupství, které bylo dříve v nedalekém pobřežním městě Tharros. Stalo se také hlavním městem „judikátu“ (ekvivalent království) Arborea.